# Interszexualitás

Az interszexuális büszkeség zászlója (Morgan Carpenter 2013-as alkotása)

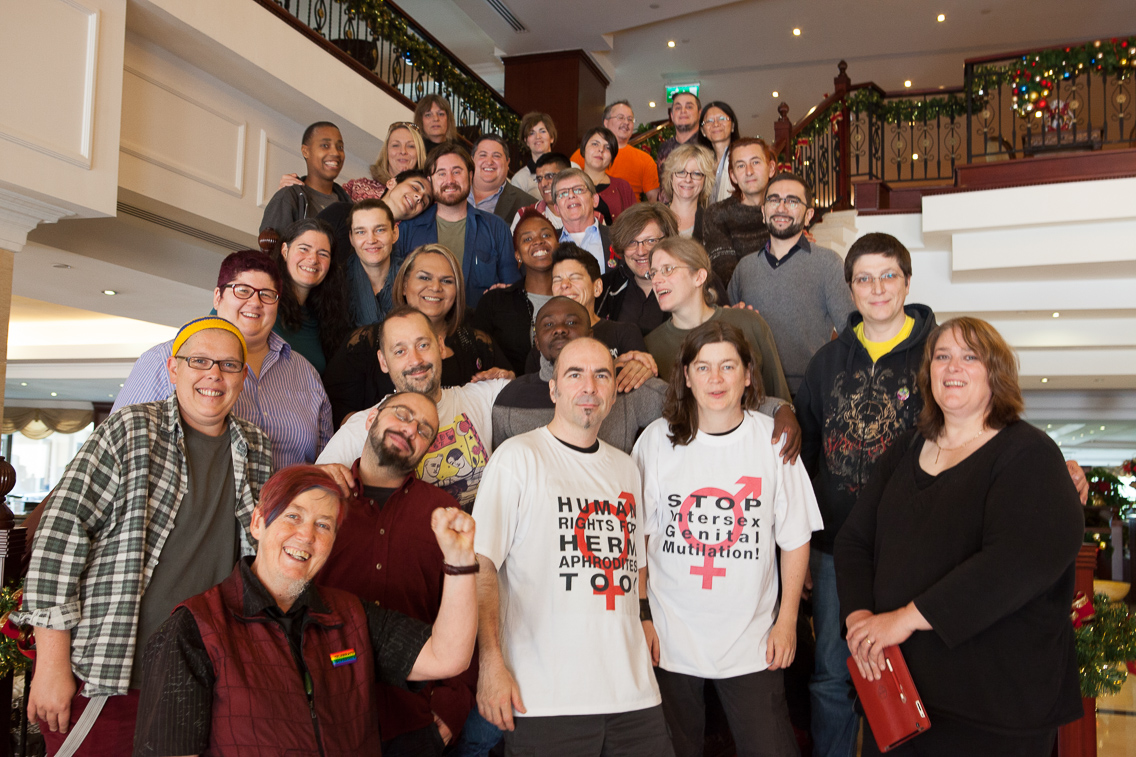
A harmadik Nemzetközi Interszex Fórum résztvevői, Málta, 2013. december

Az interszexuális vagy interszex emberek olyan biológiai nemi jellegzetességekkel rendelkeznek, amelyek nem sorolhatóak be kizárólagosan tipikus női vagy férfi kategóriába, netán mindkettőnek megfelelnek. Ezek a különbözőségek megjelenhetnek a kromoszómákban, nemi mirigyekben, hormonokban vagy nemi szervekben is, tehát eredményezhetnek kívülről látható vagy nem látható tulajdonságokat. Nehéz megbecsülni, hány ember interszexuális, a legtöbb számítás 0,5-1,7% közé teszi, amely nagyjából olyan gyakoriságot jelent, mint a vörös haj. Az endoszexualitás ellentéte.
Az interszexuális jelző nem az egyén nemi identitását vagy szexuális irányultságát írja le, hanem egy testi állapotot. Ugyanúgy azonosíthatják magukat férfiként, nőként, transzneműként vagy egyéb nemi identitással, illetve lehetnek heteroszexuálisak, homoszexuálisak stb. Előfordul, hogy egy interszex embert születésekor fiúként vagy lányként sorolják be, és eszerint is nevelik, de később mégis más nemi identitása lesz.
A történelem során az interszex embereket hermafroditaként is hívták, ám ez a megnevezés ma már nem használatos, félrevezető és általában megbélyegző. Az orvosi szakirodalom az interszexualitás helyett jelenleg a szexuális fejlődési zavart (DSD, disorders of sex development) használja, ám ezt számos interszex ember és szervezet ellenzi, mivel feleslegesen patologizálja, orvosilag kezelendőnek írja le az interszex állapotokat.
Az interszex embereknek gyakran kell szembenézniük megbélyegzéssel vagy diszkriminációval, gyakran születésüktől fogva. Ezek akár olyan súlyos formákat is ölthetnek mint a csecsemőgyilkosság, elhagyás vagy a család általi stigmatizáció. Világszerte előforduló gyakorlat, hogy az interszex csecsemőket vagy gyerekeket, akik például nem egyértelműen bekategorizálható nemi szervvel rendelkeznek, műtéti vagy hormonális csonkító és „normalizáló” sebészeti beavatkozásnak vetik alá, hogy társadalmilag elfogadott nemi jegyekkel rendelkezzenek. Ezek a műtétek széles körben vitatottak, mivel inkább kozmetikai, mint orvosi jellegűek, illetve a gyerekek beleegyezése nélkül történnek. Morális és orvosi etikai szempontból egyaránt fejlettebb országokban ezek a beavatkozások gyerekkínzásnak minősülnek. A műtétek sokszor egész életen át tartó fizikai és pszichés károkat okoznak. Ezt az orvosi gyakorlatot egyre gyakrabban tekintik az emberi jogok megsértésének, és több emberi jogi és etikai szervezet adott ki nyilatkozatot ez ügyben. 2015-ben a világon elsőként Málta és Görögország fogadott el olyan törvényt, amely védi az interszex embereket a hátrányos megkülönböztetéstől, Máltán pedig külön törvény védi az interszex emberek testi önállóságát és integritását.
Az interszex emberek felé irányuló társadalmi idegenkedést, elhatárolódást és következményeként a strukturális elnyomást interfóbiának, az interszex emberek létezésének elvitatását, megkérdőjelezését pedig endoszexizmusnak nevezzük.
Az interszexualitást gyakran az LMBT-mozgalom részeként tekintik (LMBTI), bár kapcsolódása elég összetett. Emi Koyama szerint az LMBTI nem alkalmas arra, hogy az interszex embereket érintő emberi jogi problémákat orvosolja, azt a téves benyomást keltheti, hogy az LMBT embereket védő törvények az interszex embereket is védik. Más vélemények szerint bár az interszexuális emberek lehetnek heteroszexuálisak vagy vonzódhatnak a saját nemükhöz is, az LMBT aktivizmus általánosságban küzd az olyan emberek jogaiért, akik az elvárt bináris biológiai és társadalmi nemi normákon kívül esnek.

## Meghatározás
Az ENSZ Emberi Jogi Főbiztosi Hivatala szerint
Az interszex emberek olyan biológiai nemi jegyekkel (többek között nemi szervek, mirigyek, kromoszómák) születtek, amelyek nem illenek bele a férfi és női testek tipikus bináris elképzeléseibe.

Az interszex egy gyűjtőfogalom, amely az emberi test számos természetes változatának leírására szolgál. Egyes esetekben az interszex jegyek már születéskor láthatóak, máskor pedig a pubertáskorban jelennek meg. Némely kromoszomális interszex variáció egyáltalán nem észlelhető kívülről.
Születéskor egy ember biológiai nemét több tényező határozza meg, ide tartozik:
- a nemi kromoszómák száma és típusa;
- a nemi mirigyek típusa — petefészek vagy herék;
- a nemi hormonok;
- a belső nemi szervek (mint például a nőknél a petefészek);
- a külső nemi szervek

Azokat az embereket, akik születéskor nem kizárólag tipikusan férfi vagy kizárólag tipikusan női jegyekkel rendelkeznek, interszexuálisnak vagy interszexnek hívjuk.
Egyes interszex jegyek nem mindig láthatók születéskor: vannak csecsemők, akik nem egyértelműen besorolható nemi szervekkel születnek, vannak, akiknek belső szervei (herék, petefészek) nem egyértelműen meghatározható. Előfordul, hogy az egyén nem tudja magáról, hogy interszex, nem látható a külsején, és csak akkor derül ki, ha valamiért genetikai tesztnek veti alá magát.

## Események
Az interszex tudatosság napja (Intersex Awareness Day) egy nemzetközi ünnep október 26-án, amely felhívja a figyelmet azokra a kihívásokra, amelyekkel az interszex embereknek kell szembenézniük. 1996-ban Bostonban ezen a napon tartottak először nyilvános demonstrációt interszex emberek.
Az interszex emlékezés napját (Intersex Day of Remembrance), más néven az interszex szolidaritás napját világszerte november 8-án tartják. Ezen a napon született Herculine Barbin, egy 19. századi francia interszex ember, akinek emlékiratait Michel Foucault fedezte fel és adta ki Herculine Barbin, más néven Alexina B. címmel.

## Interszexualitás a kultúrában

### Filmek
- Baj van a nemével(wd) (rendező: Roz Mortimer)
- Mindkettő(wd) (rendező: Lisset Barcellos)
- Intersex Exposition: Full Monty (rendező: Shorona se Mbessakwini)
- Shotgun (rendező: Jordy Jones)
- Tintahalriadó(wd) (rendező: Elisabeth Scharang)
- XXY(wd) (rendező: Lucia Puenzo)

## Fordítás
- Ez a szócikk részben vagy egészben  az   Intersex című angol Wikipédia-szócikk ezen változatának fordításán alapul.  Az eredeti cikk szerkesztőit annak laptörténete sorolja fel. Ez a jelzés csupán a megfogalmazás eredetét és a szerzői jogokat jelzi, nem szolgál a cikkben szereplő információk forrásmegjelöléseként.

## Lásd még
- LMBT
- Transzneműség

### Angolul
- Free & Equal – United Nations for Intersex Awareness
- Organisation Intersex International Europe
- Intersex Society of North America